# Хисарска долина
Хисарската долина (на таджикски: Водии Ҳисор; на руски: Гиссарская долина) е обширна долина в западната част на Таджикистан, разположена между Хисарския хребет на север и северните разклонения на хребетите Бабатаг, Каратау и др. на юг. Дължина от запад на изток, заедно долината на река Сурхандаря 115 km (само Хисарската долина 70 km), ширина в средната част до 20 km. Надморската височина варира от 700 m на юг и запад до 1000 m на изток. Отводнява се от река Кафирниган (десен приток на Амударя) и нейните притоци (Иляк, Варзоб, Ханака и др.). Има континентален климат. Средна юлска температура 29 °C, средна януарска температура -0,7 °C. Годишна сума на валежите до 520 mm. В ниските и равни части на долината, върху поливни площи се отглежда памук, сусам, пшеница, зелечуци и овощия, а на запад има плантации заети с геран. Склоновета на долината на височина от 1200 до 2000 m са заети от субтропични степи, храсти и широколистни гори. В Хисарската долина е разположена столицата на Таджикистан град Душанбе, както и градовете Турсунзаде, Вахдат и Хисар.

## Топографска карта
- J-42-А М 1:500000[2]
- J-42-Б М 1:500000[3]